# Rudolph Anton Ludvig von Qualen
Rudolph Anton Ludvig von Qualen (født 19. juni 1778 på godset Westensee ved Rendsborg, død 21. februar 1830) var en dansk-holstensk diplomat. Han blev 1819 udnævnt til dansk minister og gesandt ved hoffet i Eutin. Den 21. februar 1830 blev han fundet dræbt i parken til sit hus i Eutin.
Han blev født  på Westensee , der ejedes af hans fader, landråd Friedrich August von Qualen (1747-1805); moderen var Magdalena Wilhelmina Karolina f. von Rumohr. Qualen blev allerede kadet 1789, og hans militære løbebane udviklede sig nu som følger: Fændrik 1795, sekondløjtnant 1800, premierløjtnant 1803, stabskaptajn ved 3. jyske Regiment og adjudant hos kronprins Frederik 1807, adjoint i Generalstaben 1808, divisionsadjudant 1809, major 1812 og samtidig overadjudant, i hvilken egenskab han skal have ledsaget kong Frederik VI til Wien, og endelig 1818 oberstløjtnant; men året efter måtte han af helbredshensyn tage sin afsked med titel af oberst og ansattes derpå som gesandt ved det oldenborgske hof. I Eutin forblev Qualen, der havde fået kammerherrenøglen i 1814 og Kommandørkorset 1826, lige til at hans liv fik en brat afslutning 21. februar 1830, da han fandtes myrdet i sin have, hvor han som sædvanlig var gået en aftentur. Denne forbrydelse vakte stor opsigt, men uagtet flere personer sigtedes for at have udøvet den, lykkedes det ingen sinde at få den opklaret; kun ét syntes at være givet, nemlig at der ikke forelå et rovmord.
Qualen havde 30. april 1819 i Itzehoe ægtet Caroline Sophie Emerentia komtesse Ahlefeldt (i Itzehoe 16. september 1787 – i Rendsborg 6. marts 1870), datter af general, grev Frederik Carl Christian Ulrik Ahlefeldt.